# Gioacchino Illiano
Gioacchino Illiano (Bacoli, 27 luglio 1935 – Nocera Superiore, 6 febbraio 2020) è stato un vescovo cattolico italiano.

## Biografia
Nacque a Bacoli, in provincia di Napoli e diocesi di Pozzuoli, il 27 luglio 1935.

### Ministero sacerdotale
Il 2 luglio 1961 fu ordinato presbitero, nella cattedrale di Salerno, dall'arcivescovo Demetrio Moscato, che già lo aveva ordinato diacono.
Dopo l'ordinazione fu nominato parroco della chiesa di Santa Maria delle Grazie a Siano, dove rimase fino alla nomina episcopale.

### Ministero episcopale
L'8 agosto 1987 papa Giovanni Paolo II lo nominò vescovo di Nocera Inferiore-Sarno; succedette a Jolando Nuzzi, deceduto il 27 dicembre 1986. Il 3 ottobre successivo ricevette l'ordinazione episcopale, nella cattedrale di Salerno, dall'arcivescovo Guerino Grimaldi, co-consacranti i vescovi Angelo Campagna e Gerardo Pierro. Il 24 ottobre prese possesso della diocesi.
Dal 28 luglio 1990 al 23 febbraio 1991 fu amministratore apostolico di Amalfi-Cava de' Tirreni.
Il 12 novembre 1990 accolse allo stadio San Francesco d'Assisi di Nocera Inferiore papa Giovanni Paolo II che visitò la diocesi di Nocera-Sarno in occasione dei 150 anni dalla canonizzazione di sant'Alfonso Maria de' Liguori; la visita si concluse a Pagani sulla tomba del dottore della Chiesa.
Il 24 marzo 2011 papa Benedetto XVI accettò la sua rinuncia, presentata per raggiunti limiti di età; gli succedette Giuseppe Giudice, del clero di Teggiano-Policastro. Rimase amministratore apostolico della diocesi fino all'ingresso del successore, avvenuto il 4 giugno seguente.
È morto il 6 febbraio 2020 a Nocera Superiore presso l'infermeria del convento di Santa Maria degli Angeli. Il corpo fu esposto davanti all'altare della cattedra nella basilica-cattedrale di San Prisco a Nocera Inferiore, in tanti diedero l'ultimo saluto al vescovo emerito. Al funerale parteciparono 16 vescovi e più di 100 sacerdoti, molti sindaci e politici oltre a tanta gente comune, segno del grande affetto che aveva tra le persone. Faceva parte del movimento dei Focolari e in quei giorni, a Trento, si celebrava il centenario della nascita della fondatrice, Chiara Lubich, e l'arcivescovo trentino celebrò nella cattedrale trentina, il giorno prima del funerale, una Messa di suffragio per mons. Illiano. Dopo le esequie, celebrate la mattina dell'8 febbraio dal vescovo Giuseppe Giudice nella cattedrale di Nocera Inferiore, fu sepolto nella cappella della Sacra Famiglia all'interno della stessa cattedrale di San Prisco, secondo il suo desiderio, a lato della cattedra. La tomba fu fatta realizzare dallo stesso monsignor Illiano durante il restauro della cattedrale dopo i danni del terremoto del 1980. Nella tomba, accanto alla bara, fu posta anche una piccola statua dell'Immacolata cui era molto devoto. Inoltre nella stessa cappella, sotto l'altare, c'è il simulacro di san Felice martire e ai lati in due teche le reliquie di san Giovanni Paolo II e di san Pio da Pietrelcina.

## Genealogia episcopale e successione apostolica
La genealogia episcopale è:
- Cardinale Scipione Rebiba
- Cardinale Giulio Antonio Santori
- Cardinale Girolamo Bernerio, O.P.
- Arcivescovo Galeazzo Sanvitale
- Cardinale Ludovico Ludovisi
- Cardinale Luigi Caetani
- Cardinale Ulderico Carpegna
- Cardinale Paluzzo Paluzzi Altieri degli Albertoni
- Papa Benedetto XIII
- Papa Benedetto XIV
- Papa Clemente XIII
- Cardinale Marcantonio Colonna
- Cardinale Giacinto Sigismondo Gerdil, B.
- Cardinale Giulio Maria della Somaglia
- Cardinale Carlo Odescalchi, S.I.
- Cardinale Costantino Patrizi Naro
- Cardinale Lucido Maria Parocchi
- Papa Pio X
- Papa Benedetto XV
- Papa Pio XII
- Cardinale Carlo Confalonieri
- Arcivescovo Guerino Grimaldi
- Vescovo Gioacchino Illiano

La successione apostolica è:
- Arcivescovo Francesco Alfano (2005)